# Coria (község)
Coria egy község Spanyolországban, Cáceres tartományban. Coria Casillas de Coria, Casas de Don Gómez, Calzadilla, Guijo de Coria, Morcillo, Torrejoncillo és Portaje községekkel határos. Lakosainak száma 12 114 fő (2024).

## Népesség
A település népessége az elmúlt években az alábbi módon változott:
| Lakosok száma | 12 710 | 12 832 | 12 901 | 12 896 | 13 050 | 12 921 | 12 886 | 12 478 | 12 330 | 12 114 |
|               | 2001   | 2004   | 2006   | 2009   | 2011   | 2014   | 2016   | 2019   | 2021   | 2024   |